# Любаша
Тетяна Георгіївна Залужна (при народженні Сай; відома як Любаша, хоча сама стверджує, що це не псевдонім, а назва музичного колективу, з яким вона працює) — російський композитор, співачка.

## Біографія
Тетяна Георгіївна Залужна народилася 25 серпня 1967 року в місті Запоріжжі в родині інженерів Лідії Іванівни Сай та Георгія Андрійовича Сая.
У дитинстві за наполяганням батьків отримала початкову музичну освіту (клас фортепіано), але продовжувати навчання далі не схотіла. У п'ять років Тетяна Залужна написала свій перший вірш, а у дванадцять — інструментальну п'єсу. Ще в школі створила свій музичний колектив, в якому співали сім дівчаток.
Оскільки Тетяна Залужна навчалась в фізико-математичному класі, по закінченні школи разом з подругами подала заяву до Запорізького індустріального інституту. Вступивши, створила у виші вокальний квартет, з яким виступала на самодіяльних майданчиках протягом усього навчання.
Закінчивши виш за фахом інженер-електронік, Тетяна Залужна поступила на роботу програмісткою в НДІ титану. Через кілька років, записавши сольну програму, пішла працювати в Запорізьку філармонію. Випустила дві сольних музичних вистави.
У 1996 році музикант Сергій Кучменко пише текст на музику Тетяни Залужної і показує пісню Ірині Аллегровій. Пісня «Балерина» входить в альбом «Императрица».
Незабаром Залужна знайомиться з Аркадієм Укупником, для якого пише тексти до пісень «Маестро джазу» («Фрак, бвбочка, лаковые туфли»), «Амстердам» («Мастер дам») тощо. Спільно Залужна та Укупник створюють близько 20 пісень для різних виконавців.
У 1997 році Залужна пише для Аліки Смєхової пісню «Дикая утка», що стала головною в новому альбомі.
З цього моменту Тетяна Залужна пробує писати не лише слова, але й музику. Так з'являються пісні «Подруга друга» Лоліти, «Горошины» Каті Лель, «Пол-любви» Бориса Мойсеєва.
У 1998 році знайомиться з Аллою Пугачовою, якій показує кілька своїх пісень. Дві з них Пугачова вибирає для «Різдвяних зустрічей», участь в яких стала початком «зоряної» кар'єри Залужної.
Тетяна Залужна переїжджає до Москви. У 2002 році виходить спільний альбом Любаші і Пугачової «А был ли мальчик?», більшість пісень до якого написала Залужна. Алла Пугачова і Любаша виконали на цьому альбомі по 10 пісень кожна.
До свого репертуару Алла Пугачова бере 12 пісень з музикою і словами Любаші, і серед них такі хіти, як «Будь или не будь», «За столиком в кофейне», «Холодно в городе», «Ты там, а я там», «Снег падает на всех» та інші.
Завдяки Пугачовій Тетяна Залужна знайомиться з іншими естрадними виконавцями, для яких пише пісні.
Так, для Христини Орбакайте Любаша пише хіт «Перелітний птах», для Філіпа Кіркорова — «Полетели», для Наталії Ветлицької — «Изучай меня по звездам», для Анастасії Стоцької — «Я прикольна». Серед інших Любаша написала такі пісні як «Все дела» і «Медведково-Париж» для Олександра Буйнова, «Это осень» і «Облачко» для Олександра Маршала, «Лебедь мой» для Вітаса, «Никто как ты меня не понимает» для Валерії та інші.
2005 року в Кремлі відбувся концерт-бенефіс Любаші «Изучай меня по звездам», в якому взяли участь зірки російської естради, які виконували хіти Тетяни Залужної. Концерт тривав 4 години.
У квітні 2009 року відбулося відкриття «Театру пісні Любаші». Авторкою і режисеркою всіх музичних вистав театру є сама Тетяна Залужна. Кожна постановка — компіляція музики, віршів і пісень у супроводі пластичних етюдів артистів театру пантоміми «МАСКА-ВАУ!»
Продовжуючи працювати з провідними естрадними виконавцями Росії, Любаша пише пісні для зарубіжних зірок (Фінляндія, Швеція, Ізраїль). Любаша співпрацює і з українськими артистами: для Вєрки Сердючки вона пише альбом «Трали-вали» з такими хітами, як «Любовь не трали-вали», «Хорошо красавицам», «Елки по городу мчатся» та іншими.
Влітку 2015 року в концертному залі Дзинтарі відбувся концерт-бенефіс Любаші з участю російських зірок театру і кіно: Олени Яковлевої, Марії Порошиної, Микити Джигурди, Валерія Яременко, Тетяни Абрамової, Олександра Іншакова, Евкліда Кюрдзідіса, Ірини Медведєвої, Іллі Древнова, а також популярних музикантів і виконавців Миколи Трубача, Вахтанга Каландадзе, Андрія Грізлі та інших.
2 грудня 2015 в Державному театрі кіноактора відбулася прем'єра вистави з пісень Любаші «За столиком в улюбленій кафешці», в якому взяли участь популярні російські актори театру і кіно. Це новий унікальний проєкт ф'южн-формату театру і музики. У ньому відомі актори постали у новому амплуа: разом з музикантами вони представили на суд глядачів пісні, перетворені в мінівистави, а наскрізні персонажі і загальні сюжетні лінії об'єднали короткі історії в одну двогодинну виставу з пісень. Режисер проєкту — заслужений артист Росії Валерій Яременко. Нині ця антрепризна вистава йде на московських театральних і концертних майданчиках.
Крім того, Тетяна Залужна працює з дитячими вокальними колективами («Зебра в клітинку», «Барбарики», «Нотасмайл»), гуртом «Любаша», а також пише музику і саундтреки до художніх («Врятувати Пушкіна», «Кохання-зітхання 2», «Кохання-зітхання 3», «Лабіринти кохання» тощо) і мультиплікаційних фільмів (мультсеріал Льолік і Барбарики, мультфільми з мультиплікаційного журналу «Весела карусель» виробництва кіностудії «Союзмультфільм»). Залужна — авторка музики та віршів популярної дитячої передачі «Бум! Шоу» каналу «Карусель», авторка музики телеканалу «В гостях у казки», композитор музичної казки «Загадка країни Му» Державної філармонії Кузбасу, композиторка і авторка лібрето дитячих мюзиклів «Зебра в клітинку», «Новий рік в джунглях».
Тетяна Залужна — авторка дитячих книг віршів і пісень: «Барбарики. Пісні і вірші», «У друзів немає вихідних», «Нові вірші та пісні для дітей», «Нові дитячі пісні до свят». Всі вони випускаються в комплекті з аудіодисками, на яких записані пісні і фонограми караоке, що увійшли до цих книг.
Дитячі пісні Любаші китайською мовою переклав поет і перекладач Сюе Фан. У 2013 році відбулася презентація диска Любаші «Не упустите кулька», на якому 10 пісень виконано китайськими виконавцями і дитячим хором китайською мовою і 10 — записано самою Любашею та російськими дітьми російською мовою.
Тетяна Залужна є художньою керівницею дитячо-юнацького музичного театру «Зебра в клітинку», який має у своєму репертуарі концертні програми для дітей та дитячі музичні вистави.
У 2018 році Любаша написала музику і слова пісень «Як Далі» для Валерія Леонтьєва, «Два Колумба» для Григорія Лепса тощо. До кінця 2018 року кіностудія анімаційних фільмів «Союзмультфільм» планує випустити музичний мультсеріал «Зебра в клітинку» за ідеєю Тетяни Залужної та з її піснями.
Тетяна Залужна працює у власному «Театрі пісні Любаші» і багато гастролює.

## Псевдонім
За словами самої Тетяни Залужної, псевдонім Любаша вона взяла після того, як написала пісню «Любовь». В ній були слова: «Любовь — боль, любовь — боль…» Згодом Залужна придумала нову інтерпретацію псевдоніму: нібито це скорочення від фрази «Любовь Без Башни».

## Літературна творчість
- книга «Найкращі пісні улюблених зірок», ISBN 978-5-17-052522-5 (2008, АСТ), в якій зібрано найкращі твори Любаші.
- книга «Вивчай мене за зірками» ISBN 978-5-17-052521-8, ISBN 978-985-16-4911-8, де, крім відомих пісень, надруковано прозу Залужної (зокрема п'єсу «Сорока»).
- книга «Нові вірші та пісні для дітей» ISBN 978-5-271-31578-7 (листопад 2010,АСТ), яка отримала другу назву: «Любаша малює пісню».
- книга «БАРБАРИКИ. Пісні і вірші» ISBN 978-5-9903959-1-6, (листопад 2012), в якій зібрані вірші та пісні популярної дитячої групи «Барбарики» і ввійшли також мультсеріал «Льолік і барбарики». Книга випускається з диском, який крім пісень включає і мінусові фонограми караоке.
- книга «У друзів немає вихідних» ISBN 978-5-9904819-1-6, (вересень 2013), в яку поряд з відомими увійшли нові пісні та вірші для дітей. Книга випускається з диском з 24-х пісень, записаних учнями естрадно-театральної студії Nota Bene.
- книга «Нові дитячі пісні до свят» ISBN 978-5-9904819-2-3, (грудень 2015), в яку увійшли пісні до свят: 1 вересня, День вчителя, Новий рік, 23 лютого, 8 березня, День Перемоги, Останній дзвінок та інші. Книга випускається з диском з 14-ти пісень і 12-ти мінусових фонограм караоке, записаних юними виконавцями: D-Anna, Анастасія Андрєєва, Гліб Мелентьев.

Книги Тетяни Залужної виходять у двох варіантах: з музичним диском в комплекті і без диска.

## Склад гурту «Любаша Band»
- Тетяна Залужна (Любаша) — вокал, музика, тексти;
- Олексій Хвацький (діджей Лікар) — клавіші, аранжування;
- Сергій Шанглеров (Шай) — гітара;
- Денис Шликов — гітара;
- Володимир Ткачов (Вовчик) — бас-гітара;
- Дмитро Фролов — ударні;
- Сергій Кінстлер — запрошений гітарист, аранжувальник.

## Дискографія
- 2002 — «А был ли мальчик?» (студія «Брати Грімм»). Треки 1, 3, 5, 7, 9, 11, 13, 15, 17, 19 виконує Любаша; 2, 4, 6, 8, 10, 12, 14, 16, 18, 20 виконує А. Пугачова.
- 2002 — «Затянусь и брошу» (студія «Альфа-рекордз»).
- 2005 — «Любовь не трали-вали» (студія «Містерія звуку»).
- 2005 — «Изучай меня по звёздам. Звёзды поют песни Любаши» (студія «Квадро-Диск»).
- 2006 — «Душ для души». Декілька пісень альбому заспівані дуетом з  Grizz-Lee , А. Буйновим та А. Маршалом (студія «Квадро-Диск»).
- 2010 — «Изучай меня по звёздам. Часть 2» (студія «Моноліт Рекордс»). Пісні Любаші виконують зірки російської естради.
- 2010 — «Изучай меня по звёздам. Часть 3» (студія «Театр пісні Любаші»).
- 2010 — «Любаша MP-3. Grand Collection» (студія «Квадро-Диск»). На диск зібрані всі попередні альбоми Любаші, а також «Театр пісні LIVE» 1 та 2 частини.
- 2008 — «Группа Барбарики. Песни от Любаши» (ТОВ «Барбарікі»). Диск дитячих пісень, написаних Любашею і виконаних гуртом «Барбарікі», музичним продюсером якої вона є.
- 2010 — «Новые детские песни от Любаши. Исполняет Kristi» (Студія «Театр пісні Любаші») Диск дитячих пісень, написаних Любашею і випущений разом з її дитячою книгою «Нові вірші та пісні для дітей»
- 2011 — «Новые стихи и песни для детей. Татьяна Залужная (Любаша)». (Благодійний проект «Казка всім» і студія «Театр пісні Любаші»). Диск-книга з дитячими віршами Тетяни Залужної, виконаними нею, і дитячими піснями, виконаними Любашею та Kristi
- 2013 — «Будет хорошо» (студія «Театр пісні Любаші»)
- 2015 — «Изучай меня по звездам. Части 4, 5». Пісні Любаші виконують актори театру і кіно (студія «Театр пісні Любаші»)
- 2016 — «Новые детские песни к праздникам» (студія «Театр пісні Любаші»).

## Озвучування мультфільмів
- 2015 — Весела карусель № 39. Мураха і мурахоїд
- 2015 — Весела карусель № 40. Великий друг
- 2015 — Весела карусель № 41. Сім кішок
- 2016 — Весела карусель № 42. Корова мріяла

## Родина
Одружена другим шлюбом. Виховує трьох синів. Старший, Павло Залужний (нар. 1985), середній, Андрій Залужний (нар. 1986), виступає з нею в Театрі пісні Любаші" під псевдонімом Grizz-Lee, займається сольною кар'єрою, представляв Росію на Новій хвилі в 2011 році, працює в кінематографі, брав участь у третьому сезоні шоу «Голос». Молодший Гліб (нар. 1998), навчається в школі, виступає з матір'ю у збірних концертах.

## Цікаві факти

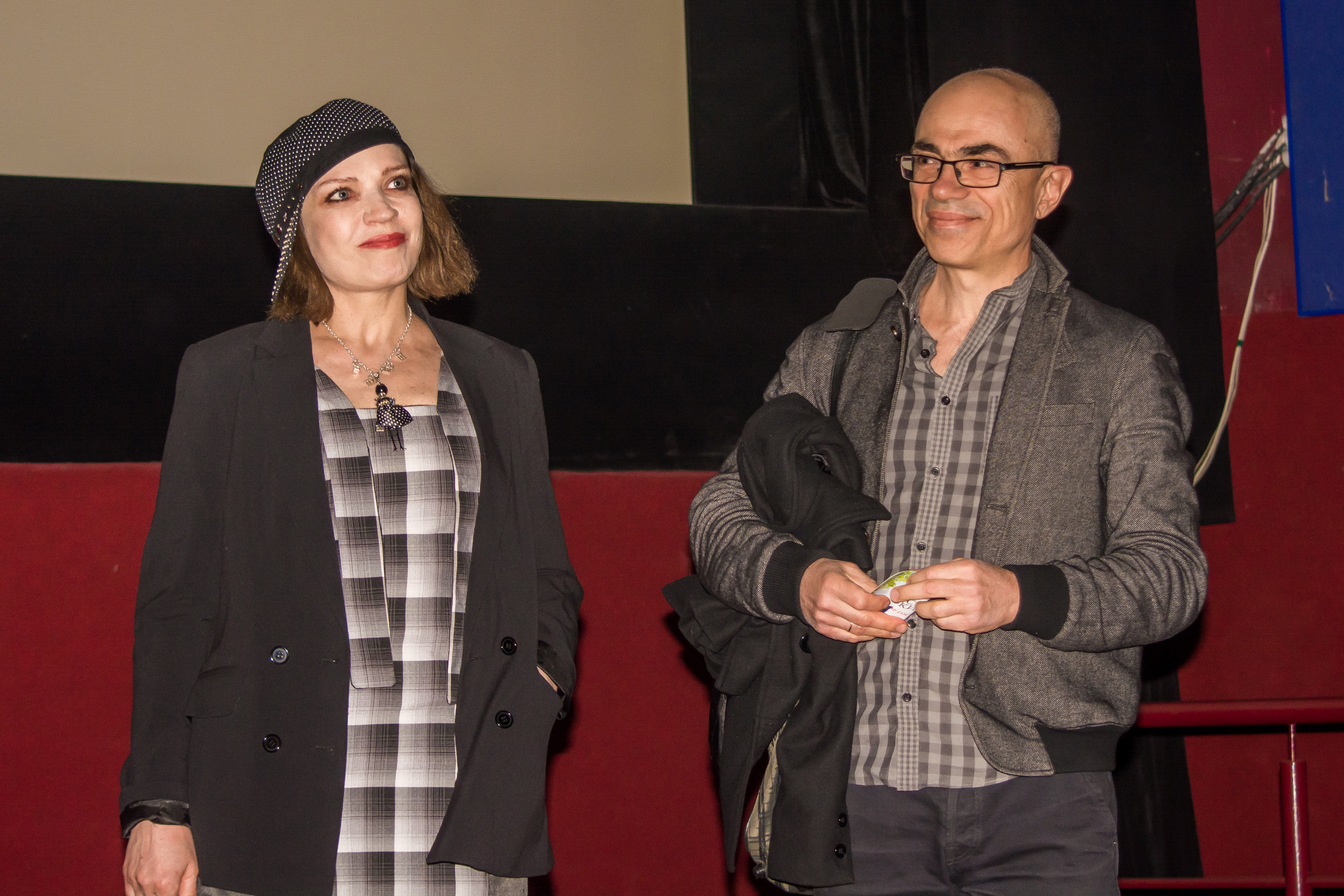
Тетяна Залужна та Микола Мелентьєв на передпрем'єрному показі фільму «Врятувати Пушкіна» в Москві

- Для розкрутки альбому «А чи був хлопчик?» були оприлюднені телефонні розмови Тетяни Залужної та Алли Пугачової, частину яких співачки придумали і записали спеціально для преси.
- Всі костюми для своїх виступів Залужна придумує і шиє сама.
- Любаша пише музику та пісні для кіноіндустрії. Зокрема, її музика і пісні звучать у фільмах «Врятувати Пушкіна», «Кохання-зітхання 2» і «Кохання-зітхання 3», «Лабіринти кохання», в серіалі «Нерівний шлюб».

## Статті
- Любаша — это не певица [Архівовано 11 вересня 2018 у Wayback Machine.] // Московский комсомолец : газета. — 2002. — Т. Бульвар.
- О. Рябинина. Любаша не хочет наглеть [Архівовано 3 лютого 2008 у Wayback Machine.] // Аргументы и факты : газета. — 27.05.2002. — Т. Дочки-Матери, № 21 — 22.
- Н. Пирогов. Любаша: «Мой первый гонорар был 50 долларов» [Архівовано 16 квітня 2010 у Wayback Machine.] // Аргументы и факты : газета. — 28.06.2005. — Т. Суперзвёзды.
- О. Кузьмина. Фальшь с детьми невозможна! // Московская правда : газета. — 01.03.2011. (про вихід книги «Новые стихи и песни для детей»)
- О. Климов. Кто ищет, тот всегда поёт[недоступне посилання] // Беларусь сегодня : газета. — 20 января 2011.
- М. Суранова. Киркоров не хотел петь хит про дождь, пока его не забрал Андрей Данилко // Комсомольская правда. Беларусь : газета. — 02.12.2010.
- О. Павлековская. Любаша: «Мне не для кого писать песни»[недоступне посилання] // Энотека : журнал. — октябрь 2010.
- А. Федосеев. Интервью с Любашей : [арх. 13 серпня 2010] // TERRA NOVA, Сан-Франциско : журнал. — июль 2005. — № 1. (спеціально для Terra Nova інтерв'ю взяте Олексієм Федосеєвим)
- А. Троицкий. Рецензия на альбом «А был ли мальчик» [Архівовано 17 вересня 2018 у Wayback Machine.] // Cosmopolitan : журнал. — июль 2002.
- В. Полупанов. Любаша: «В рамках поп-музыки поэту сложно выразиться» [Архівовано 2 квітня 2012 у Wayback Machine.] // АиФ : газета. — 9-15 февраля 2011. — № 6. (про книгу Тетяни Залужної (Любаши) «Новые стихи и песни для детей»)
- Юлия Тарабан. Любаша: «Мне дешевле сочинять, чем петь самой»? starland.ru : интернет-портал. — 17.01.2011. (Інтерв'ю з Любашею)
- Сергей Соседов. Сергей Соседов о Валентине Толкуновой и Любаше. Никто, как ты, не напишет [Архівовано 17 вересня 2018 у Wayback Machine.] // km.ru : интернет-портал. — 29.03.2010. (Авторська колонка музичного критика Сергія Сосєдова на km.ru)
- Татьяна Кондратьева. Любаша переписала хит ради Кобзона и Савичевой [Архівовано 17 вересня 2018 у Wayback Machine.] // kp.ru : Комсомольская правда. — 31.10.2012. (Стаття про серіал «Неравный брак» на 1-му каналі)
- Рамазан Рамазанов. Волочкова унесла домой «Барбариков» Любаши [Архівовано 6 грудня 2012 у Wayback Machine.] // vmdaily.ru : Вечерняя Москва. — 04.12.2012. (Стаття про презентації дитячої книги Любаши «Барбарики. Песни и стихи»)
- Богдан Колесников. В Подмосковье очень легко пишутся песни // lubgazeta.ru : Люберецкая газета. — 17.03.2017. — № 9(1622). (Інтерв'ю Любаши про творчість, про родину, про роботу над новими фільмами)